# Ливеровићи
Ливеровићи је насеље у општини Никшић у Црној Гори. Према попису из 2003. било је 334 становника (према попису из 1991. било је 394 становника).

## Демографија
У насељу Ливеровићи живи 272 пунолетна становника, а просечна старост становништва износи 38,7 година (37,4 код мушкараца и 40,0 код жена). У насељу има 88 домаћинстава, а просечан број чланова по домаћинству је 3,80.
Становништво у овом насељу веома је хетерогено, а у последња три пописа, примећен је пад у броју становника.
|  |

| Демографија | Демографија | Демографија |
| Година      | Становника  | Становника  |
| ----------- | ----------- | ----------- |
|             |             |             |
|             |             |             |
|             |             |             |
|             |             |             |
| 1948.       | 508         |             |
| 1953.       | 542         |             |
| 1961.       | 420         |             |
| 1971.       | 391         |             |
| 1981.       | 433         |             |
| 1991.       | 394         | 382         |
| 2003.       | 334         | 334         |
|             |             |             |

| Етнички састав према попису из 2003.‍ | Етнички састав према попису из 2003.‍ | Етнички састав према попису из 2003.‍ | Етнички састав према попису из 2003.‍ | Етнички састав према попису из 2003.‍ |
| ------------------------------------ | ------------------------------------ | ------------------------------------ | ------------------------------------ | ------------------------------------ |
|                                      |                                      |                                      |                                      |                                      |
| Црногорци                            | Црногорци                            |                                      | 184                                  | 55,08%                               |
| Срби                                 | Срби                                 |                                      | 114                                  | 34,13%                               |
| непознато                            | непознато                            |                                      | 7                                    | 2,09%                                |

| Година пописа     | 1948. | 1953. | 1961. | 1971. | 1981. | 1991. | 2003. |
| ----------------- | ----- | ----- | ----- | ----- | ----- | ----- | ----- |
| Број домаћинстава | 96    | 111   | 82    | 80    | 91    | 95    | 88    |

| Број чланова      | 1  | 2  | 3  | 4 | 5  | 6  | 7  | 8 | 9 | 10 и више | Просек |
| ----------------- | -- | -- | -- | - | -- | -- | -- | - | - | --------- | ------ |
| Број домаћинстава | 88 | 17 | 10 | 8 | 17 | 18 | 14 | 3 | 0 | 0         | 1      |

| Пол    | Укупно | Неожењен/Неудата | Ожењен/Удата | Удовац/Удовица | Разведен/Разведена | Непознато |
| ------ | ------ | ---------------- | ------------ | -------------- | ------------------ | --------- |
| Мушки  | 152    | 77               | 66           | 5              | 2                  | 2         |
| Женски | 138    | 42               | 65           | 26             | 4                  | 1         |
| УКУПНО | 290    | 119              | 131          | 31             | 6                  | 3         |

| Пол    | Укупно                    | Пољопривреда, лов и шумарство | Рибарство                            | Вађење руде и камена | Прерађивачка индустрија       |
| ------ | ------------------------- | ----------------------------- | ------------------------------------ | -------------------- | ----------------------------- |
| Мушки  | 59                        | 2                             | 0                                    | 14                   | 9                             |
| Женски | 19                        | 2                             | 0                                    | 1                    | 1                             |
| УКУПНО | 78                        | 4                             | 0                                    | 15                   | 10                            |
| Пол    | Производња и снабдевање   | Грађевинарство                | Трговина                             | Хотели и ресторани   | Саобраћај, складиштење и везе |
| Мушки  | 1                         | 2                             | 0                                    | 0                    | 2                             |
| Женски | 0                         | 0                             | 4                                    | 3                    | 0                             |
| УКУПНО | 1                         | 2                             | 4                                    | 3                    | 2                             |
| Пол    | Финансијско посредовање   | Некретнине                    | Државна управа и одбрана             | Образовање           | Здравствени и социјални рад   |
| Мушки  | 0                         | 0                             | 18                                   | 4                    | 0                             |
| Женски | 0                         | 1                             | 0                                    | 6                    | 1                             |
| УКУПНО | 0                         | 1                             | 18                                   | 10                   | 1                             |
| Пол    | Остале услужне активности | Приватна домаћинства          | Екстериторијалне организације и тела | Непознато            | Непознато                     |
| Мушки  | 0                         | 0                             | 0                                    | 7                    | 7                             |
| Женски | 0                         | 0                             | 0                                    | 0                    | 0                             |
| УКУПНО | 0                         | 0                             | 0                                    | 7                    | 7                             |